# 에임드바이오
에임드바이오(Aimed Bio Inc.)는 대한민국의 신약 바이오 기업이다.
 항체약물접합체(ADC) 개발을 전문
으로 한다. 삼성서울병원의 남도현 교수가 하였으며 유한양행과 삼성라이프사이언스펀드가 투자하였다. 주관사를 미래에셋증권으로 코스닥 상장을 추진할 계획이다.